# Casa Trabat
La Casa Trabat és una obra d'Horta de Sant Joan (Terra Alta) inclosa a l'Inventari del Patrimoni Arquitectònic de Catalunya.

## Descripció
Edifici de tres plantes i golfes amb aparell de carreus de pedra. La façana és sinuosa per l'estretor del carrer. A la planta baixa hi ha una porta d'accés d'arc de mig punt adovellat. Les finestres són de mida mitjana, essent les del primer pis les originals, mentre que les superiors són posteriors, sense motllures i disposades sense ordre.
La coberta és recent, amb petit ràfec de rajola i canalera de desguàs.